# Синдбад. Пірати семи штормів
Синдбад. Пірати семи штормів (рос. Синдбад. Пираты семи штормов) — російський мультфільм режисера Владлена Барбе про молодого пірата Синдбада, який відправляється на острів скарбів. Прем'єра в Росії відбулася 27 жовтня 2016 року.
У 2017 році мультфільм був номінований на премію «Ікар» в категорії «Фільм у прокаті».

## Сюжет
Молодий веселий пірат Синдбад не дуже щасливий у піратському промислі — за рік йому та його команді не вдалося захопити жодного корабля. Але доля усміхається Синдбаду: старий Антіох показує йому старовинну карту і пропонує пливти на острів Скелета, де зберігаються скарби. Синдбад не знає, що цей Антіох — чарівник, який переслідує свої корисливі плани...
Та тут ще Солара, подруга Синдбада за дитячими іграми, впала йому на голову! Невже кохання? Ні, Синдбад так просто не здається! Шлях на острів Скелета лежить через море Семи Штормів. Синдбад та його команда чекають на битву з Канатним Монстром і зустріч зі своїм заклятим ворогом піратом Кесамом. Та й на острові не обійдеться без пригод: Циклоп, Птах Рух та її Пташеня вже давно чекають гостей.

## Знімальна група
- Режисер-постановник: Влад Барбе
- Сценарій: Олександр Архіпов, браття Свєшнікови
- Художник-постановник: Степан Грудинін
- Композитор: Дмитро Емельянов

## У ролях
- Андрій Левін — Синдбад
- Катерина Шпиця — Солара
- Дмитро Нагієв — Антіох
- Марина Лисовець — Мааба
- Діомід Виноградів — Мансур
- Юрій Стоянов — Борух, продавець човнів
- Андрій Кайков — Кесам
- Едуард Радзюкевич — Тіглат
- Ілля Ликов — Шумір/Кашмір
- Михайло Тихонов — Кесам в дитинстві/Креветка
- Ігор Ліфанов — ведучий церемонії нагородження
- Кирило Нагієв — начальник поліції
- Світлана Пермякова — віщунка Ман
- Аліса Вокс — піратка
- Олександр Числов — Азім
- Олексій Єлизаветський — Глашатай
- Федір Бутін — Синдбад у дитинстві
- Дарія Мазанова — Солара в дитинстві

## Маркетинг
Трейлер з'явився у мережі 16 жовтня 2016 року.